# اوستین بروتن
اوستین بروتن (انگلیسی: Øystein Bråten؛ زادهٔ ۲۱ ژوئیهٔ ۱۹۹۵) اسکی‌باز نمایشی اهل نروژ است.
وی در مسابقات کشوری و بین‌المللی در مجموع برندهٔ ۳ مدال طلا، ۲ مدال نقره، ۱ مدال برنز شده‌است.